# IJsselcentrale

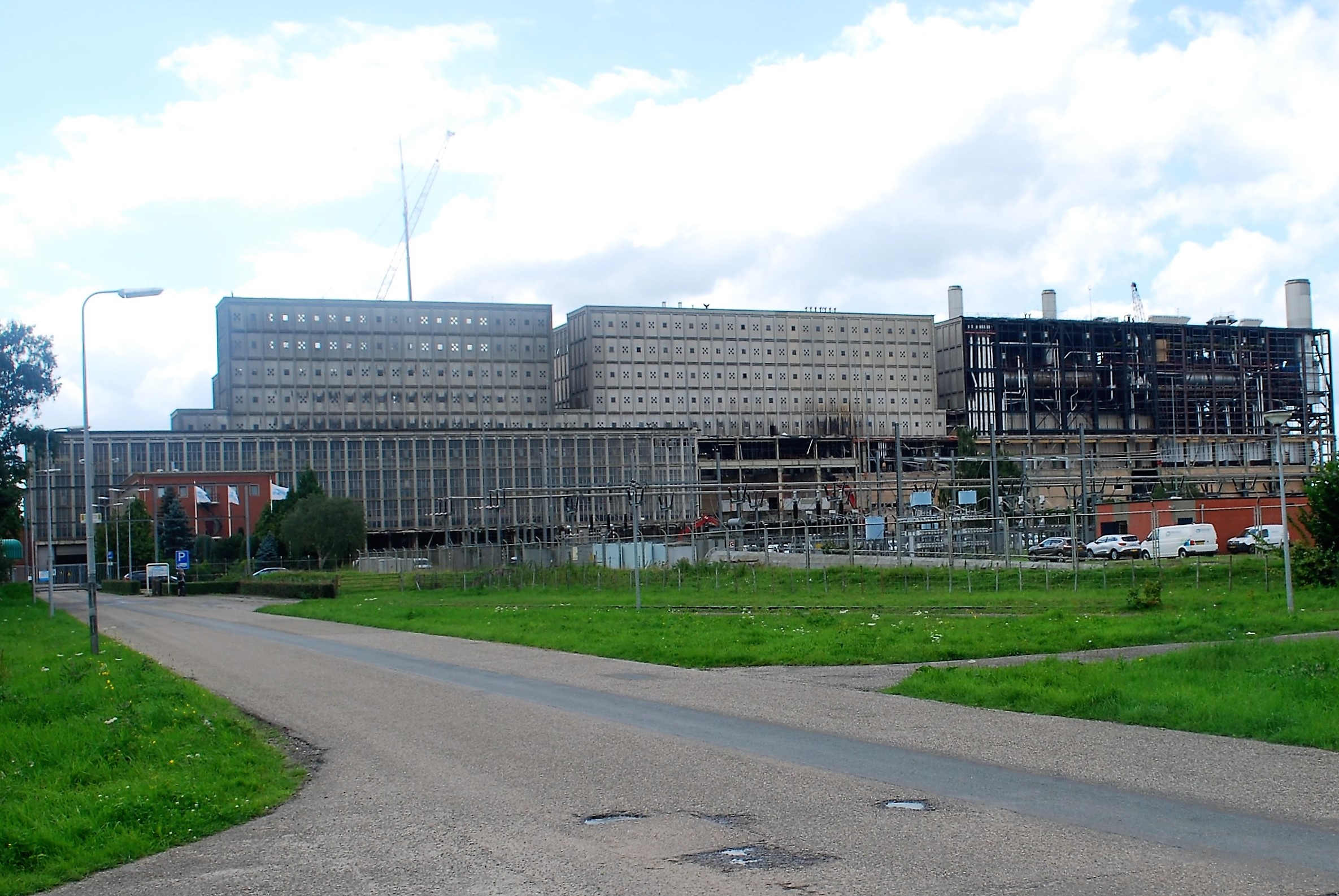
De centrale in augustus 2017

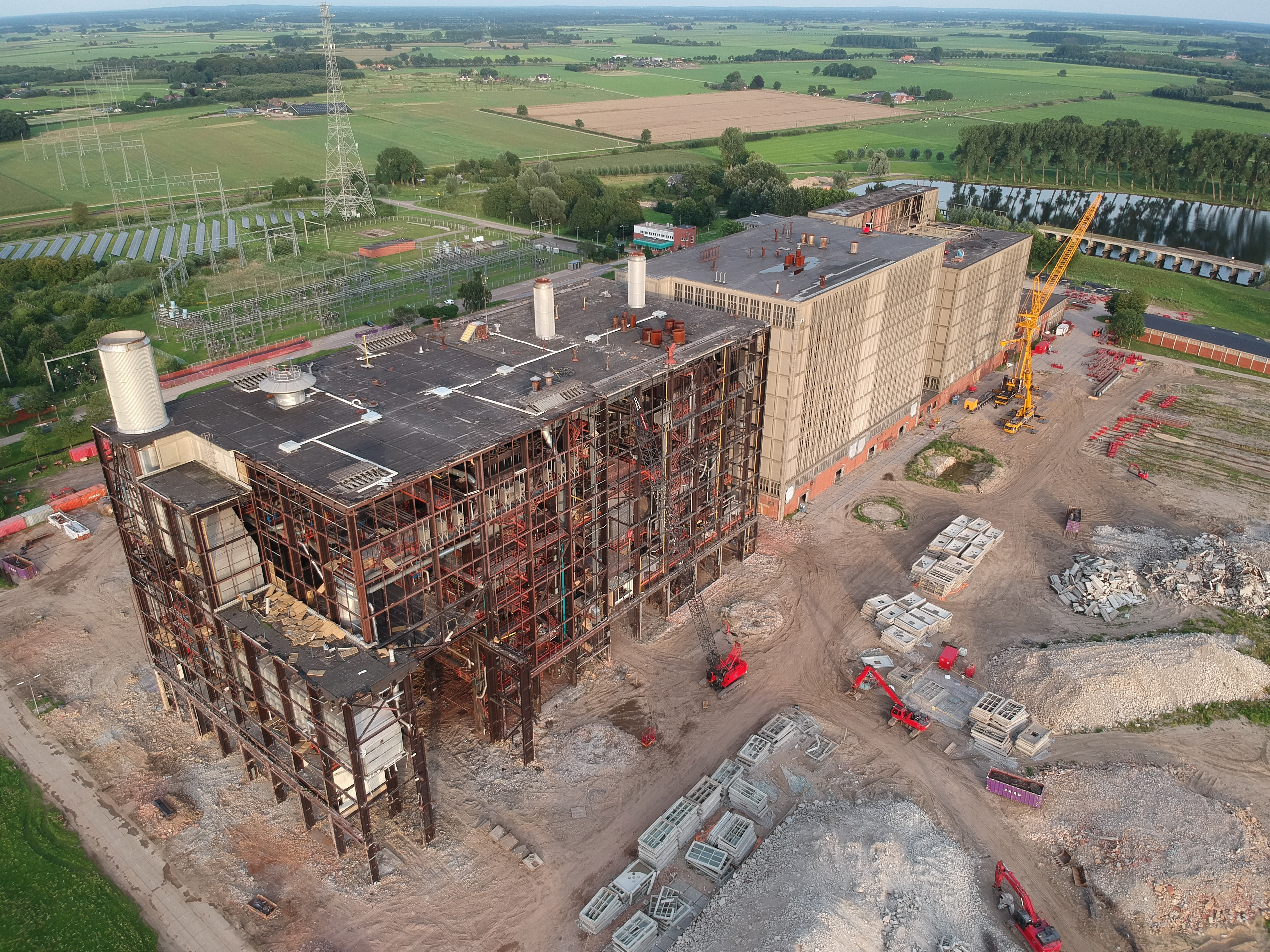
Staat van ontmanteling in augustus 2017

De Centrale Harculo, ook wel de IJsselcentrale genoemd naar de voormalige eigenaar en bouwer, was een elektriciteitscentrale aan de rivier de IJssel bij de buurtschap Harculo in de Overijsselse gemeente Zwolle. De centrale was een initiatief van de NV Electriciteitsfabriek 'IJsselcentrale' te Zwolle. De laatste jaren van zijn bestaan was hij, met zes andere centrales in Nederland, eigendom van Engie Nederland, voorheen Electrabel.

## Ontwerp, bouw en gebruik
De centrale is ontworpen door het ingenieursbureau De Gruyter uit Zwolle.
In 1955 werden de twee kolengestookte turbines met bijbehorende schoorstenen in bedrijf genomen. Tussen 1961 en 1972 werden nog drie turbines gebouwd, zodat de centrale ten slotte vijf schoorstenen had. De derde eenheid was geschikt voor het stoken op steenkool en stookolie. De vierde eenheid uit 1964 gebruikte stookolie. De twee oudste eenheden werden in 1971 omgebouwd van steenkool naar stookolie en aardgas. In 1973 werd de derde eenheid omgebouwd voor het stoken van aardgas.
In 1981 werd de eerste turbine stilgelegd. Vanaf 1998 waren er nog twee eenheden in dienst. De drie schoorstenen van de andere turbines zijn toen gesloopt. In 2010 was nog een van de twee resterende schoorstenen in gebruik. In 2012 werd de laatste eenheid voor de opwekking van elektriciteit om reden van rentabiliteit stilgelegd. In noodgevallen werd de eenheid nog weleens opgestart. In 2015 werd deze eenheid uiteindelijk definitief buiten gebruik gesteld.
Vlak voor de sluiting van de centrale was er een aardgas- en bio-oliegestookte combi-eenheid van 350 megawatt (MW). Naast het aardgas werd, af en toe, ook plantaardige olie of biomassa bijgestookt. De centrale gebruikte onder andere frituur-, palm-, olijf- en notenolie. Deze oliën en biomassa werden aangevoerd per schip.

## Avifauna
De centrale werd door de slechtvalk gebruikt als uitvalsbasis. De vogel gebruikte de schoorstenen en de gevelplaten als uitkijkpost. De slechtvalk ving onder andere kraaien en meeuwen. Ook kwamen er rond de centrale aalscholvers voor.

## Sloop
In 2016 begon men met de sloop van de IJsselcentrale. Er is een lange periode uitgetrokken voor de sloop, de vergunning ervoor is verleend tot 31 december 2018. Op 18 maart 2017 werden de laatste twee schoorstenen neergehaald door middel van explosieven.
Erfgoedvereniging Heemschut wilde dat de centrale aangemerkt zou worden als industrieel erfgoed en heeft door verschillende procedures te voeren de sloop lang weten uit te stellen. De sloop werd eind 2018 afgerond.

## Herbestemming
Engie, nog altijd eigenaar van 56 hectare grond van de centrale, heeft plannen gepresenteerd voor de herbestemming van het terrein. Het bedrijf denkt aan een mix van functies zoals recreatie en ontspanning, natuur, duurzame energie, wonen, horeca en kleinschalige bedrijvigheid.

### Zonnepark
Bij de centrale zijn in 2015 twee velden met zonnepanelen geplaatst met in totaal 3500 modules. De panelen liggen op een 1,5 hectare groot terrein en het park heeft een opgesteld vermogen van bijna 2 MW, voldoende voor zo'n 500 huishoudens.